# Сеитов, Сагингали Сеитович
Сагингали Сеитович Сеитов (20 ноября 1917 — 13 февраля 2007) — советский и казахский литературовед, критик, педагог, поэт, участник Великой Отечественной войны и военный корреспондент. Член КПСС с 1946 года.

## Биография
Родился 20 ноября 1917 года в ауле Курайлысайский (ныне — Акжаикский район, Западно-Казахстанская область). Получил среднее образование на рабочем факультете водного транспорта, участвовал в работе литературного кружка.
Поэтическим дебютом стало стихотворение «Еқпенді кұрылыс», в честь 20-летия литературной деятельности Сакена Сейфуллина. Позже написал стихотворение «Наш Пушкин» — к 100-летию смерти поэта.
В 1937 году поступил в Казахский педагогический институт на факультет казахского языка и литературы. На его решение повлияла встреча с поэтом и преподавателем Уральского пединститута Кажымом Жумалиевым. Во время учёбы начал сотрудничать с газетой «Қазақ әдебиеті», печатал свои стихи.
На момент начала Великой Отечественной войны Сеитов был аспирантом института. Его призвали в РККА и направили на ускоренные курсы в Харьков при военной академии. После окончания курсов был зачислен в 39-й миномётный гвардейский полк. Позже он получил приказ прибыть в редакцию фронтовой газеты «Отан үшін» («За Родину»), которая печаталась на казахском языке.
Во время обстрела в вагон, где работал Сеитов, попала бомба замедленного действия. Капитан Сеитов эвакуировал личный состав и приказал отбуксировать вагон на безопасное место. Это событие он описал в стихотворении «Я помню Сарны».
Находясь на протяжении всей войны на фронте, Сеитов много времени в своём творчестве уделял теме защиты Родины. Фронтовой жизни посвящены его стихи «В окопе», «Днепровские воды», «Старая Русса», «Харьков», «Думы сапёра о трясинах Пинска».
Награждён орденом Красной Звезды, медалью «За боевые заслуги», медалью «За трудовое отличие» (03.01.1959) и двумя медалями Польши, почётный гражданин Уральска.
После войны Сеитов издал ряд книг, посвящённых событиям Великой Отечественной войны: «Этих дней не смолкнет слава», «Фронт», «Они не вернулись с поля сражений» и прочие.
В 1947 году окончил аспирантуру Казахского пединститута, кандидат филологических наук. Работал научным сотрудником казахского филиала Академии наук СССР, инструктором ЦК КП Казахстана, директором Казгосполитиздата, старший научным сотрудником Института литературы и искусства имени М. О. Ауэзова.
В 1948 году женился, был отцом троих сыновей и двоих дочерей.
В 1947—1949 гг. работал в Институте языка и литературы КазФАНа.
Вскоре стал директором издательства художественной литературы (Казгослитиздата), работал заведующим отделом текстологии и рукописей Института литературы и искусства им. М. О. Ауэзова. Работал инструктором ЦК КП Казахстана.
Автор монографий «Традиция перевода лирики Пушкина на казахский язык», «Традиции Маяковского в казахской поэзии», критико-биографические очерки о Таире Жарокове, Сабите Муканове, Габите Мусрепове.
Перевел на казахский язык произведения Г.Гейне, А. С. Пушкина, М. Ю. Лермонтова, В. В. Маяковского и других.
Скончался 13 февраля 2007 года.
Именем писателя названа улица в Алма-Ате.

### Семья
Был женат, дочери Дильбар и Дидар